# Takeuchi Shigeyo
Takeuchi Shigeyo (japanisch 竹内 茂代, Geburtsname: 井出 茂代 Ide Shigeyo; geb. 31. August 1881 in Hara (heute Teil von Kawakami), Minami-Saku, Nagano, Japanisches Kaiserreich; gest. 15. Dezember 1975 in der Präfektur Ibaraki, Japan) war eine japanische Ärztin und Politikerin. Sie war eine der ersten Frauen, die in den japanischen Reichstag gewählt wurden, wurde jedoch noch im Wahljahr aus dem Amt gedrängt.

## Jugend und Ausbildung
Takeuchi war die älteste Tochter eines Lokalpolitikers, der als Dorfvorsteher und im Kreisrat amtiert hatte. Als Kind besuchte sie kurz die Grundschule, hörte aber auf, um sich um ihre Geschwister zu kümmern. Sie wuchs in dem Dorf Hara auf, in dem es keinen Arzt gab. Weil sie an Alopezie (Haarausfall) erkrankt war, ging sie in ein Krankenhaus in Tokio. Dort wurde sie durch zwei dort arbeitende Ärztinnen dazu inspiriert, Ärztin zu werden. Takeuchi ging nach Tokio. Hier erfuhr sie von einer Krankenschwester von der Gründung der Medizinischen Frauenuniversität und schrieb sich dort ein. Die Einrichtung der Universität bestand zunächst nur aus einem Schädel und zehn Reagenzgläsern. Sie studierte bei der japanischen Ärztin und Frauenrechtsaktivistin Yoshioka Yayoi und machte 1908 ihren Abschluss. Sie gehörte zur ersten Absolventenklasse der Universität. Bei der Abschlussfeier warf ein Ehrengast das Argument „Ärztinnen wird es nicht lange geben“ auf, und die Diskussion wurde hitzig. Der japanische Premierminister Ōkuma Shigenobu soll die Situation beruhigt haben, indem er sagte, dass die Zukunft der Ärztinnen erst nach einer längeren Wartezeit beurteilt werden sollte. Nach ihrem Abschluss praktizierte Takeuchi in der medizinischen Abteilung des der Universität angeschlossenen Krankenhauses. Im ersten Jahr dieser Arbeit behandelte sie die Dichterin Asao Hara, die eine Selbsttötung versucht hatte. Im Jahr 1916 heiratete sie den Arzt Kohei Takeuchi.

## Karriere
Takeuchi eröffnete 1919 eine Privatpraxis in Shinjuku (später Teil der Stadt Tokio). Die Praxis wurde Berichten zufolge täglich von vielen Patienten besucht. Sie engagierte sich auch in der japanischen Frauenwahlrechtsbewegung und war zusammen mit Ichikawa Fusae Mitglied der Japanische Liga für Frauenwahlrecht. Takeuchi amtierte als Schatzmeisterin der Liga. 1933 wurde Takeuchi an der Kaiserlichen Universität Tokio promoviert. Der Titel ihrer Dissertation lautete japanisch 日本女子の體質に関する研究 ‚Studien über die Körperverfassung der japanischen Frauen‘.
1946 kandidierte Takeuchi als Mitglied der Liberalen Partei Japans bei der 22. Japanischen Unterhauswahl im 1. Wahlkreis Tokio und wurde in den Shūgiin gewählt, das Unterhaus des japanischen Reichstags. Sie war eine der ersten 39 Frauen, die in den Reichstag gewählt wurden. Takeuchi leitete den Club der weiblichen Abgeordneten. Sie konzentrierte sich auf Fragen der Gesundheitsfürsorge und auf Frauen betreffende Themen, setzte sich jedoch auch für Eugenik ein. Takeuchi wurde noch im selben Jahr aus dem Amt gedrängt und trat nicht wieder in die Politik ein. Sie war danach neben ihrer Praxis als Ärztin als beauftragte Mitarbeiterin des Bildungsministeriums tätig, Fachmitglied des Rates für körperliche Gesundheit des japanischen Sozialministeriums, Beraterin des Ausschusses für Repatriierungshilfe, stellvertretende Vorsitzende des Tokioter Frauenkomitees für Vorbeugung von Tuberkulose, Vizepräsidentin des Japanischen Frauenärzteverbandes und Dozentin am Otsuma Frauenberufscollege.
Als erste Absolventin der Medizinischen Frauenuniversität war Takeuchi maßgeblich an der Weiterentwicklung der Universität als Berufsschule und Universität beteiligt. Nach dem Tod ihrer Lehrerin Yoshioka Yayoi unterstützte sie die Universität sechs Jahre lang als Präsidentin der Alumni-Vereinigung. 
In ihren späteren Jahren ließ sie sich in der Präfektur Ibaraki nieder. Dort ging sie unter anderem ihrem Hobby, dem Sticken nach.